# Olivie
Olivie je ženské křestní jméno latinského původu. Stejně jako jeho mužský protějšek Oliver (s nímž sdílí den svátku) pochází z latinského výrazu pro olivu.
V českém občanském kalendáři má svátek 2. října.

## Statistické údaje
Následující tabulka uvádí četnost jména v ČR a pořadí mezi ženskými jmény ve srovnání dvou roků, pro které jsou dostupné údaje MV ČR – lze z ní tedy vysledovat trend v užívání tohoto jména:
| Rok       | Četnost  | Pořadí    |
| 1999      | 97       | 566.      |
| 2002      | 105      | 556.      |
| Porovnání | o 8 více | o 10 lépe |
| 2016      | 156      | 869.      |

Změna procentního zastoupení tohoto jména mezi žijícími ženami v ČR (tj. procentní změna se započítáním celkového úbytku žen v ČR za sledované tři roky) je +9,1%.

## Známé nositelky jména
- Olivia Colmanová – britská herečka
- Olivia Rodrigová – americká zpěvačka a herečka
- Olivia Wildeová – americká herečka
- Olivia Longott – americká zpěvačka
- Olivia Lufkin – japonská zpěvačka
- Olivia Newton-Johnová – australská zpěvačka a herečka
- Olivia Hussey – argentinská herečka
- Olivia Toscani – italská fotografka
- Olivie Palermo – účastnice reality show The City
- Olivia Williamsová – britská filmová, televizní a divadelní herečka
- Olivia Olson – americká herečka
- Olivia Ruiz – francouzská zpěvačka
- Olivie Coco Rafajová – dcera zpěvačky Barbory Vaculíkové a vnučka Petry Černocké